# Długi Okap (Zimny Dół)
Długi Okap – okap w orograficznie lewych zboczach doliny Zimny Dół na terenie wsi Czułów, w gminie Liszki w województwie małopolskim. Pod względem geograficznym jest to obszar Garbu Tenczyńskiego w obrębie Wyżyny Krakowsko-Częstochowskiej.

## Opis obiektu
Znajduje się na zboczu położonym w kierunku północno-zachodnim nad Źródłem w Zimnym Dole, w skale Dolna Łąka zaliczanej do Grupy Krowy. Skała ta znajduje się w lesie na średnio pochyłym zboczu. Od strony zachodniej nisko nad ziemią ma okap o maksymalnym wysięgu 4 m. Okap ten kontynuuje się również na południowej ścianie skały, osiągając długość 15 m. Ponadto na południowej stronie przy ziemi zaczyna się pozioma półka. Ponieważ zbocze opada wzdłuż ściany skały, półka wznosi się nad nim skośnie, na wschodzie osiągając wysokość 3 m nad ziemią. Pod okapem na zachodniej stronie skały znajduje się przy ziemi niski i zawalony gruzem korytarz. Również na wschodniej stronie skały znajduje się zagruzowany korytarz. Do krawędzi półki biegnie od niego kręta rynna.
Okap powstał w wapieniach zrostkowych pochodzących z jury późnej. W całości jest jasny i suchy. Brak nacieków, na ścianach natomiast silnie rozwijają się glony. Namulisko po zachodniej stronie okapu składa się z gruzu, gliny i liści, po wschodniej dno jest skaliste. Pod okapem występują pająki.
Okap nie był wzmiankowany w literaturze. Jego dokumentację opracowali A. Górny i M. Szelerewicz w listopadzie 1999 r. Plan jaskini opracował M. Szelerewicz.

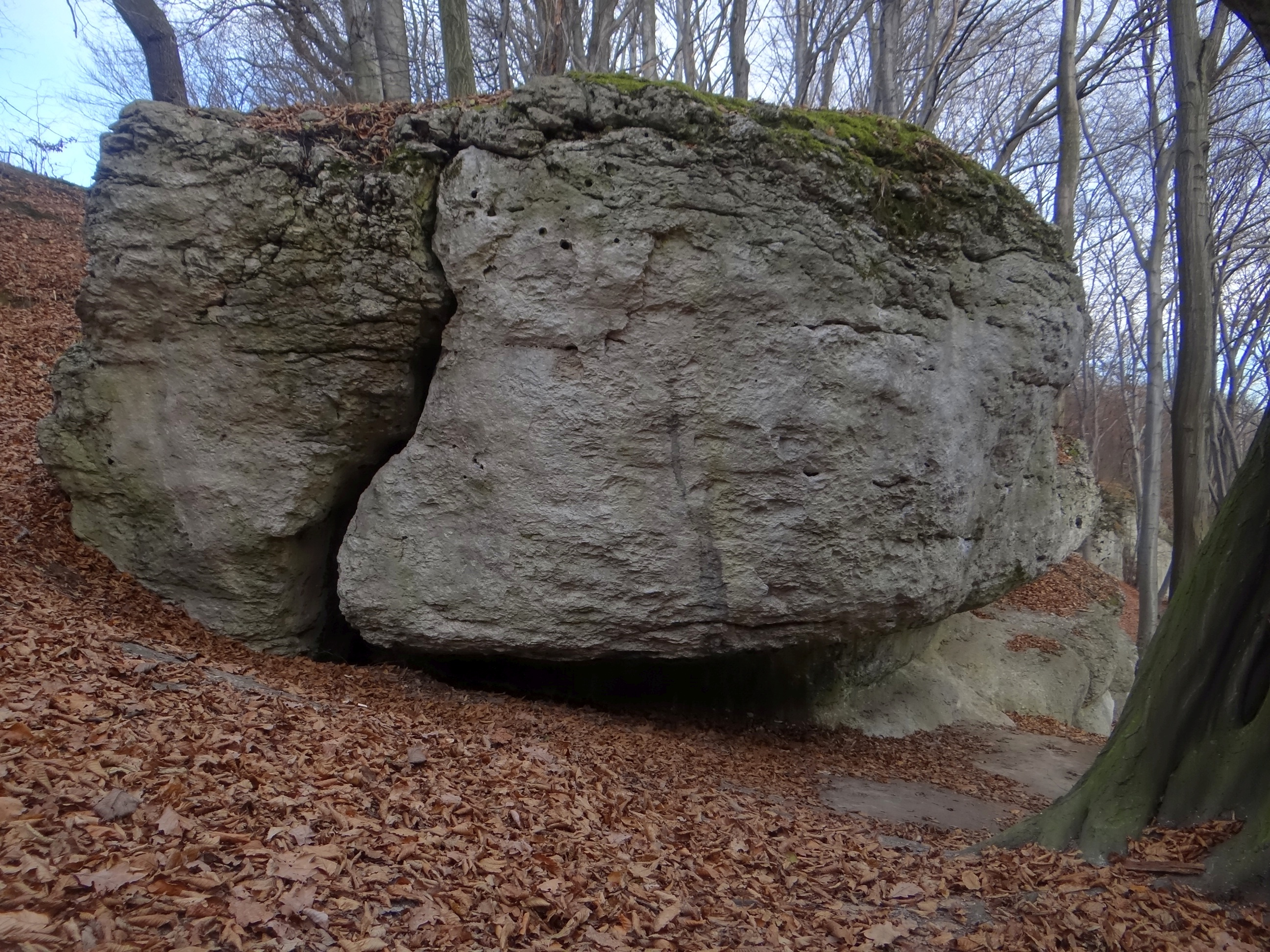
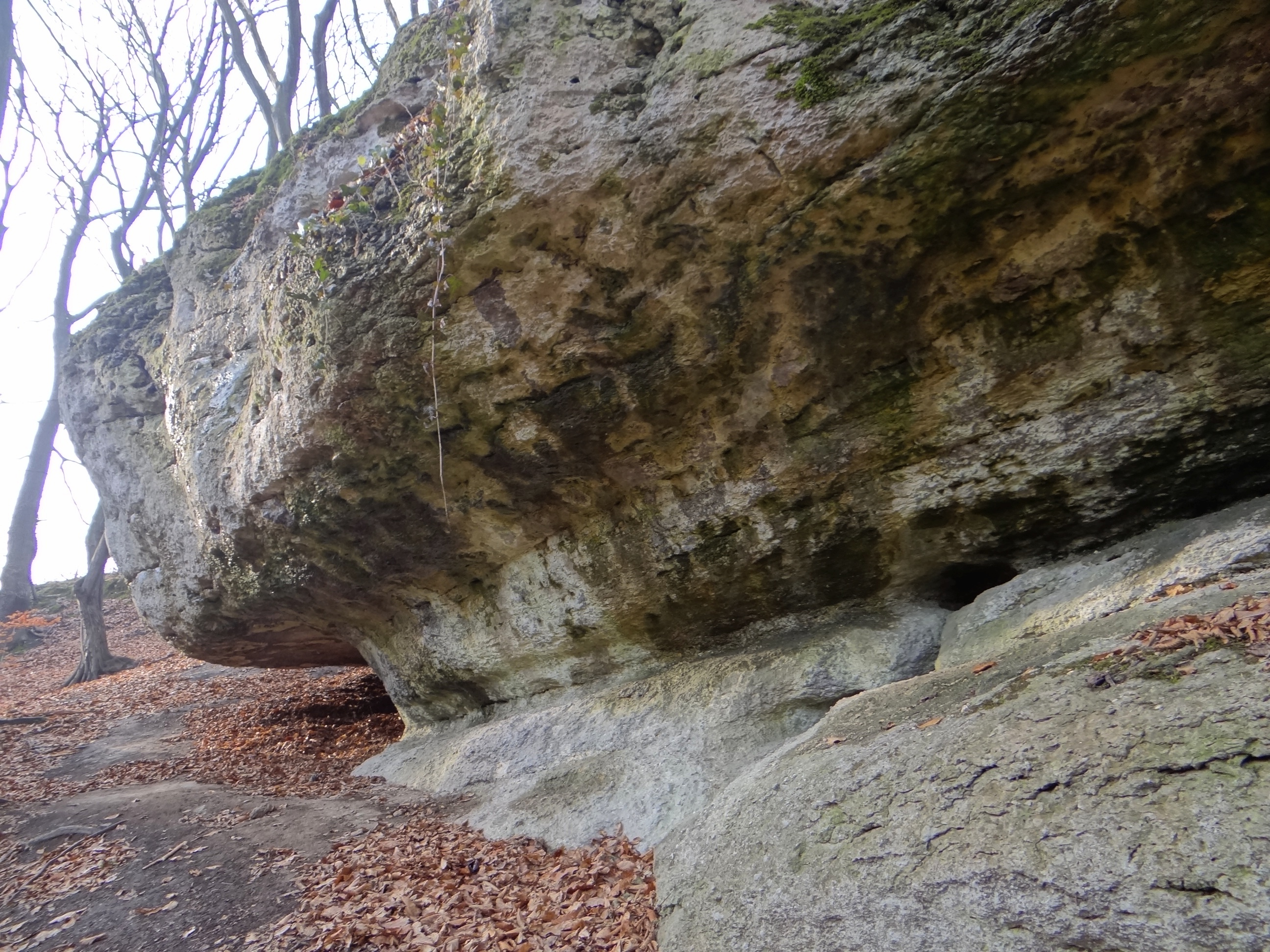
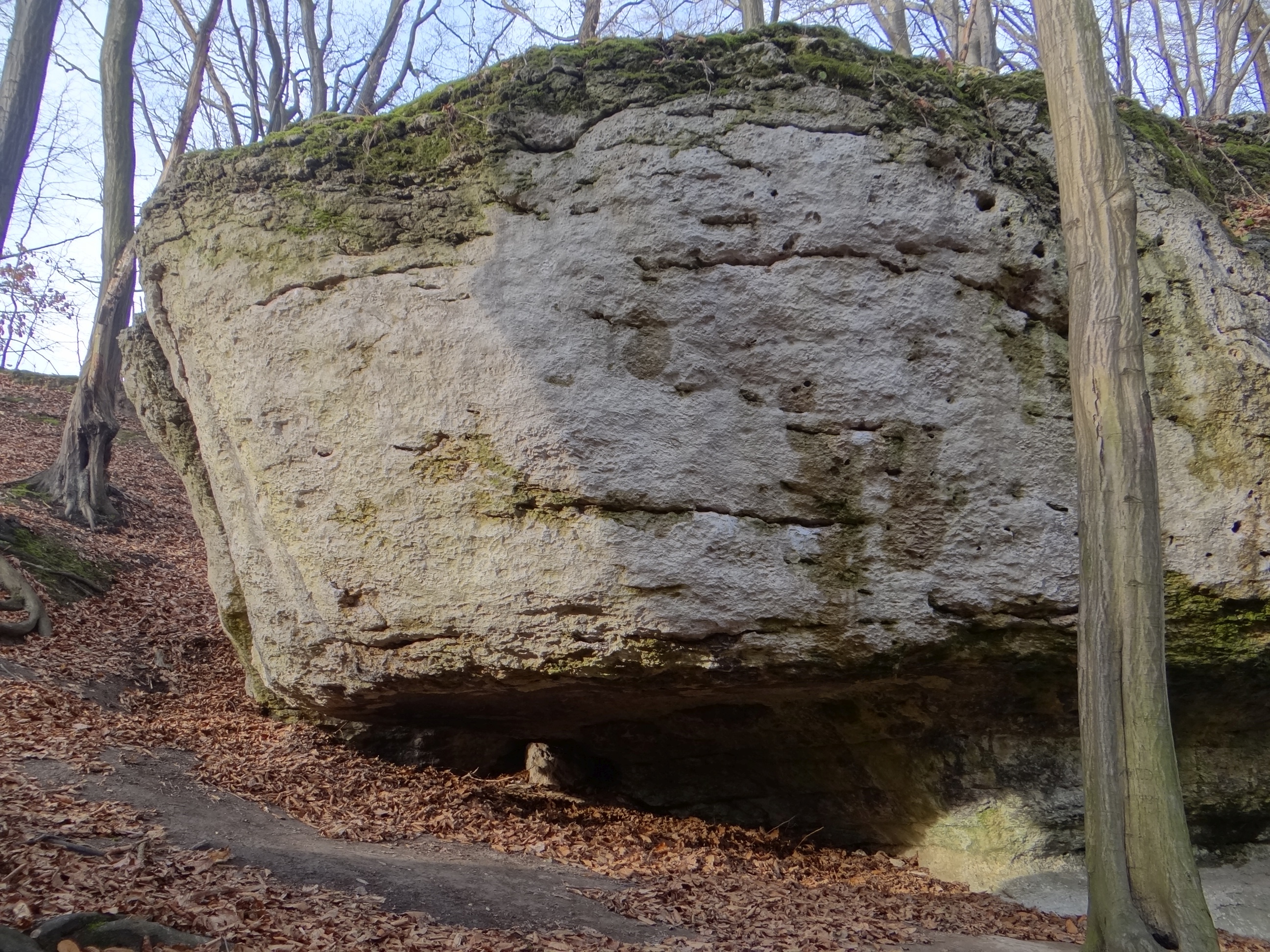
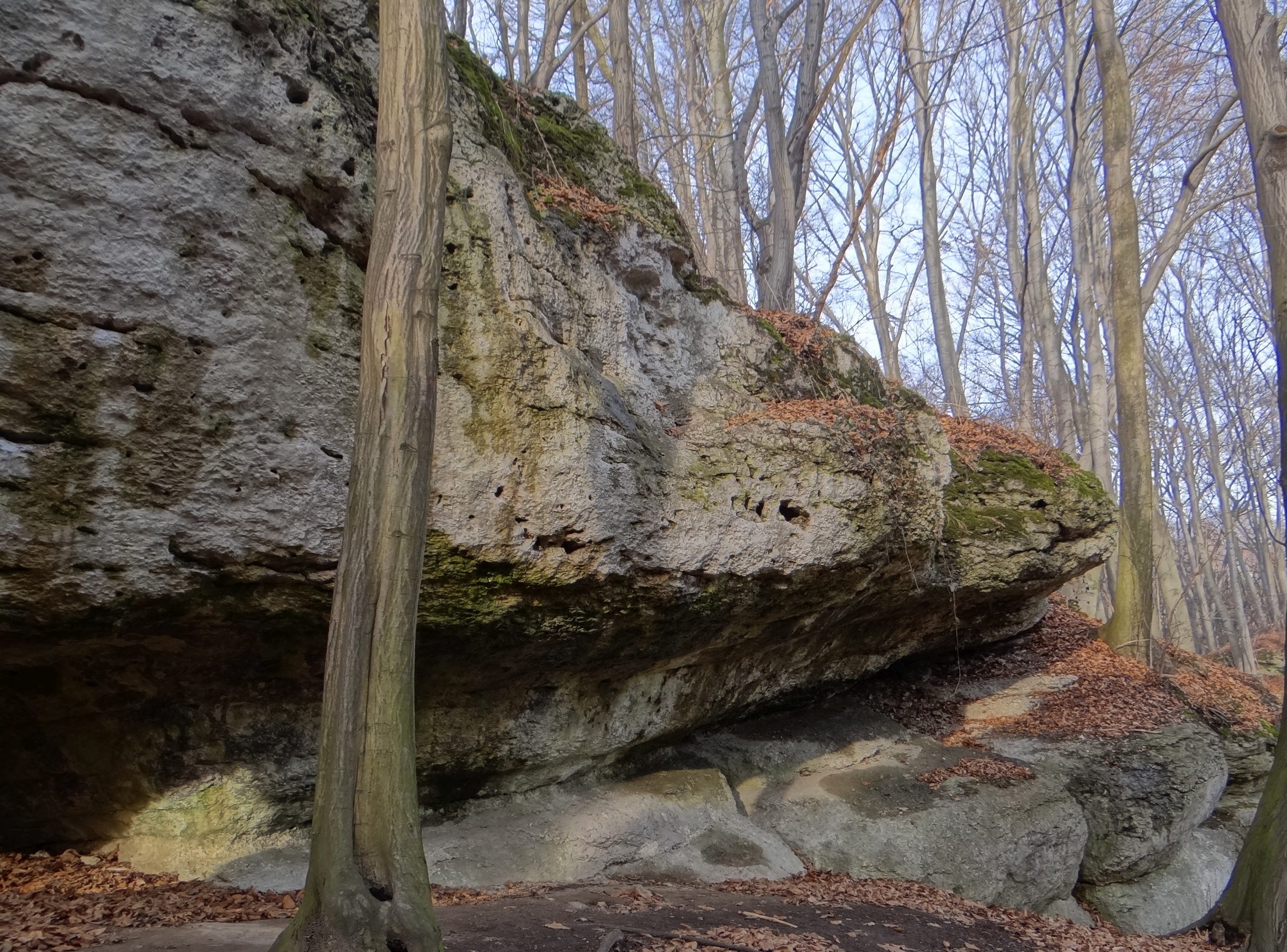